# 遠藤永次郎
遠藤 永次郎（えんどう えいじろう、1895年8月8日 - 没年不詳）は、日本の陸軍軍人。陸軍技術少将。工学博士。専門は燃料学、造兵学。

## 経歴
福岡県出身。1915年福岡県立中学修猷館、1918年7月第五高等学校工科を経て、1921年3月九州帝国大学工学部応用化学科を卒業。
1921年6月、陸軍工兵中尉任官。1935年1月、論文「発動機燃料ノ「ノツキング」性及防止ニ関スル研究」により工学博士の学位を得る。1939年8月陸軍航空兵大佐に累進。1940年12月陸軍航技大佐に転科し、1941年7月陸軍燃料廠廠員となる。1944年3月陸軍航技少将に累進し、同月、陸軍燃料廠が改組された陸軍燃料本部の陸軍燃料技術研究所所長に就任。同年8月陸軍技術少将に階級呼称が変更となる。
1948年（昭和23年）1月31日、公職追放仮指定を受けた。